# Czosnek sztywny
Czosnek sztywny (Allium strictum Schrad.) – gatunek byliny z rodziny amarylkowatych. Występuje w Europie i Azji od Niemiec, Francji i północnych Włoch poprzez Europę Środkową i Wschodnią po wschodnią Syberię, północne Chiny i Mongolię. Jego jedyne stanowisko w Polsce znajdowało się na Ostrzycy (Pogórze Kaczawskie). Współcześnie w Polsce jest uznawany za gatunek wymarły.

## Morfologia

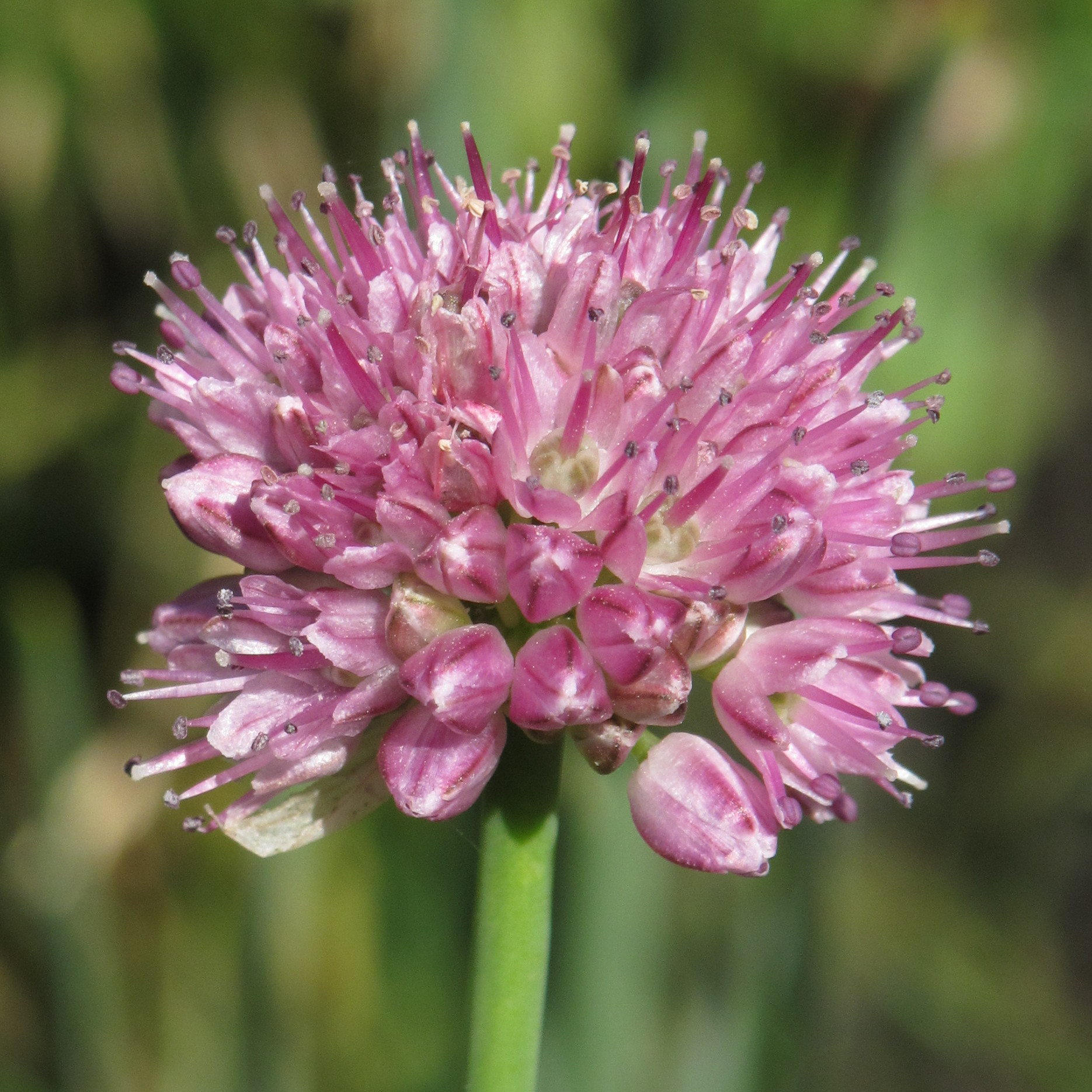
Kwiatostan

ŁodygaOsiąga wysokość (40)50–80 cm. Przeważnie do połowy długości pokryta pochewkami liściowymi.
LiścieRównowąskie, szerokości 3–5 mm, płaskie.
KwiatyZebrane w zwarty baldach na szczycie łodygi. Okwiat ciemnoróżowy do bladego czerwonego. Działki zazwyczaj z ciemnoczerwonym nerwem środkowym, eliptyczne, długości 4–5 mm, szerokości 2–2,3 mm.
Część podziemnaCylindryczne cebulki, pojedyncze lub podwójne o średnicy 0,5–0,8 cm. Łuski siatkowate, szarobrązowe.

## Biologia i ekologia
Bylina, geofit. Rośnie na kamienistych stokach i zboczach. Kwitnie w lipcu. Liczba chromosomów 2n= 32, 40, 48. 

## Zagrożenia
Kategorie zagrożenia gatunku:
- Kategoria zagrożenia w Polsce według Czerwonej listy roślin i grzybów Polski (2006)[5]: EX (wymarły); 2016[6]: RE (wymarły na obszarze Polski).
- Kategoria zagrożenia w Polsce według Polskiej czerwonej księgi roślin: EX (wymarły)[7].